# Ploscuțeni
Ploscuțeni is een Roemeense gemeente in het district Vrancea.
Ploscuțeni telt 3407 inwoners. De meerderheid van de bevolking verklaarde in 2011 te behoren tot de Rooms-Katholieke Kerk. Dit duidt op een Csángó-achtergrond van de bevolking.